# 7. Tarnowska Nagroda Filmowa
7. Tarnowska Nagroda Filmowa – odbyła się w dniach 22–27 lutego 1993 roku.

## Filmy konkursowe
- Długa noc – reż. Janusz Nasfeter
- Dotknięcie ręki – reż. Krzysztof Zanussi
- Kanalia – reż. Tomasz Wiszniewski
- Kiedy rozum śpi – reż. Marcin Ziębiński
- Kim był Joe Luis? – reż. Juha Rosma
- Koniec gry – reż. Feliks Falk
- Odjazd – reż. Magdalena Łazarkiewicz, Piotr Łazarkiewicz
- Skarga – reż. Jerzy Wójcik
- Tragarz puchu – reż. Janusz Kijowski
- Zwolnieni z życia – reż. Waldemar Krzystek

## Laureaci
- Nagroda Grand Prix – Statuetka Leliwity: 
  - Zwolnieni z życia – reż. Waldemar Krzystek
- Nagroda Jury Młodzieżowego – Statuetka Kamerzysty (ex aequo): 
  - Zwolnieni z życia – reż. Waldemar Krzystek
  - Tragarz puchu – reż. Janusz Kijowski
- Nagroda publiczności – Statuetka Maszkarona: 
  - Zwolnieni z życia – reż. Waldemar Krzystek
- Nagroda specjalna jury:
  - Janusz Kijowski – Tragarz puchu
- Nagroda specjalna jury młodzieżowego:
  - Wojciech Kilar – za muzykę do filmu Dotknięcie ręki